# Jorge Salinas
Jorge Salinas Pérez, né le 27 juillet 1968 à Mexico, est un acteur mexicain.

## Carrière
Sa carrière artistique commence par la tenue du rôle de Sebastián, un protagoniste dans la telenovela Tres mujeres en 1999 puis il poursuit sa carrière en incarnant Fernando Lascuráin dans la telenovela Mi corazón es tuyo.
En 2011, il tient le rôle de Rogelio Montero dans la telenovela La que no podía amar aux côtés d'Ana Brenda Contreras, de José Ron, de Susana González et de Julián Gil entre autres.
Jorge tourne dans le film Labios rojos de Rafael Lara où il forme un couple avec Silvia Navarro. Le tournage débute en juin 2007 et se terminent en octobre de la même année.
En 2012, le producteur Salvador Mejía l'invite à être le protagoniste de la telenovela Qué bonito amor, une nouvelle  version de la telenovela colombienne La hija del mariachi en compagnie de Danna García, de Pablo Montero et de Juan Ferrara, entre autres.
En 2014, Juan Osorio le présente comme protagoniste aux actrices Silvia Navarro et Mayrín Villanueva pour la telenovela Mi corazón es tuyo.
En 2015, le producteur José Alberto Castro l'intègre comme protagoniste du remake de même nom, Pasión y poder avec Susana Gonzalez, et comme antagonistes Fernando Colunga et Marlene Favela.

## Filmographie

### Telenovelas
- 1991 : Cadenas de amargura : Roberto Herrera
- 1991 - 92 : Valeria y Maximiliano : Damián Souberville
- 1992 : El abuelo y yo : Ernesto
- 1992 - 93 : Mágica juventud : Héctor
- 1993 - 94 : Dos mujeres, un camino : Ángel
- 1995 - 96 : Morelia : Alberto "Beto" Solórzano
- 1996 : Canción de amor : Damián
- 1996 - 97 : Mi querida Isabel : Alejandro
- 1997 - 98 : María Isabel : Rubén
- 1999 - 00 : Tres mujeres : Sebastián Méndez
- 2000 : Mi destino eres tú : Eduardo Rivadeneira
- 2001 : Atrévete a olvidarme : Daniel González
- 2002 - 03 : Las vías del amor : Gabriel Quesada
- 2003 - 04 : Mariana de la noche : Ignacio Lugo Navarro
- 2005 : La esposa virgen : José Guadalupe Cruz
- 2006 - 07 : La plus belle des laides (La fea más bella) : Rolando
- 2008 : Fuego en la sangre : Oscar Reyes
- 2011 - 12 : La que no podía amar : Don Rogelio Montero Baéz (Antagoniste)
- 2014 : Mi corazón es tuyo : Fernando Lascuráin Borbolla[3]
- 2015 : Pasión y poder : Don Arturo Montenegro
- 2019 : Un poquito tuyo (en) : Antonio Solano
- 2023 : Perdona nuestros pecados : Armando Quiroga Solis

### Films
- 1985 : Viva el chubasco
- 1999 : Sexo, pudor y lágrimas : Miguel
- 2000 : Amores perros : Luis
- 2003 : La hija del caníbal : Gardien de sécurité
- 2011 : La otra familia : Jean Paul Jaubert
- 2011 : Labios rojos : Ricardo Caballero

## Théâtre
- 2003-2010 : Aventurera
- 2010 : Perfume de Gardeñas
- 2015 : Mi corazón es tuyo[4]